# Alcabitius
Alcabitius, Alchabitius o Al Kabisi:
Abd Al Aziz Al Kabisi (m. 967) fue un sabio de origen árabe que vivió entre Oriente Medio y España.

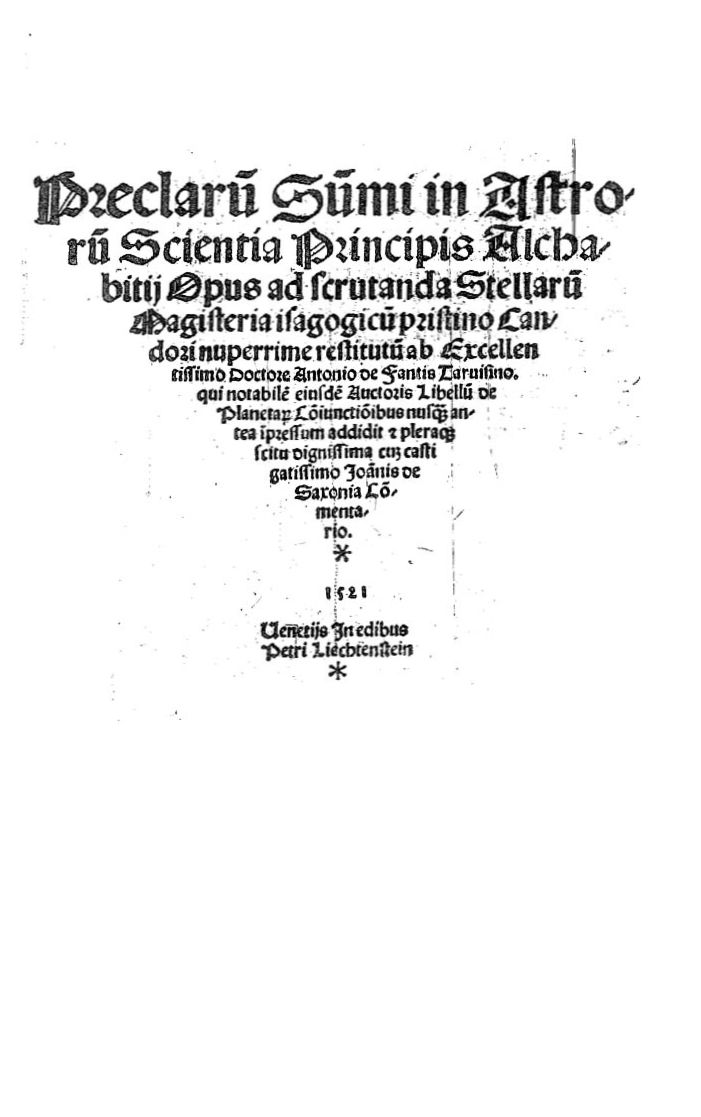
Opus ad scrutanda stellarum magisteria isagogicum, 1521.

Es famoso por sus tratados de astronomía, astrología, arquitectura y matemáticas, los cuales inspiraron durante siglos el mundo de occidente. Aún en la actualidad se siguen utilizando sus cálculos matemáticos y sus aplicaciones prácticas a la arquitectura para la construcción de edificios.
Según se cree pudo haber nacido en Mosul y también se le reconoce Alepo y Zaragoza, ciudad en la que murió en 967, como lugares de residencia.
En el siglo XIII, correspondió al rey Alfonso X el Sabio (1221-1284) rey de Castilla y de León, difundir, como uno de los textos más utilizados en la época para la enseñanza de las ciencias del universo tales como la astronomía y la astrología, precisamente un escrito de este ascendente del linaje Alcabú, el Tratado de Alcabitius, traducido por Juan de Sevilla (Johannes Hispalensis) y comparable a escritos de Ptolomeo como el Liber quadipartitum (Tetrabiblos) y el Centiloquium con un comentario del astrólogo del siglo XI de El Cairo Ali ibn Ridwan. Uno de los factores que impulsaron el interés de la astronomía a finales de la Edad Media y en el Renacimiento fue por su aplicación al campo astrológico.
Por toda Europa proliferaron tratados, pronósticos y juicios astrológicos (tratados interpretativos de horóscopos), que tras la invención de la imprenta se convirtieron en material de preferencia de los impresores. Y el tratado de Alcabitius desempeñó un papel clave en esto.